# Siliqua (Szardínia)
Siliqua település Olaszországban, Szardínia régióban, Cagliari megyében. Lakosainak száma 3558 fő (2023. január 1.). Siliqua Assemini, Decimomannu, Decimoputzu, Iglesias, Musei, Narcao, Nuxis, Uta, Vallermosa, Villamassargia és Villaspeciosa községekkel határos.

## Népesség
A település lakossága az elmúlt években az alábbi módon változott:
| Lakosok száma | 3854 | 3844 | 3558 |
|               | 2017 | 2018 | 2023 |